# 大淀南
大淀南（おおよどみなみ）は、大阪府大阪市北区の町名。現行行政地名は大淀南一丁目から大淀南三丁目。

## 地理
大阪市北区の北西部に位置する。東は大深町、北は大淀中、南は福島区福島、西はJR神戸線を境に同区鷺洲に接する。
地内は東西に長細く、中心地にはなにわ筋とあみだ池筋が南北に走る。

## 歴史
- 大淀 (大阪市)#歴史を参照。

## 世帯数と人口
2019年（平成31年）3月31日現在の世帯数と人口は以下の通りである。
| 丁目         | 世帯数    | 人口    |
| ------------ | --------- | ------- |
| 大淀南一丁目 | 566世帯   | 933人   |
| 大淀南二丁目 | 787世帯   | 1,372人 |
| 大淀南三丁目 | 775世帯   | 1,370人 |
| 計           | 2,128世帯 | 3,675人 |

### 人口の変遷
国勢調査による人口の推移。
| 1995年（平成7年）  | 1,808人 | [ 5 ] |  |
| 2000年（平成12年） | 2,280人 | [ 6 ] |  |
| 2005年（平成17年） | 2,538人 | [ 7 ] |  |
| 2010年（平成22年） | 3,058人 | [ 8 ] |  |
| 2015年（平成27年） | 3,290人 | [ 9 ] |  |

### 世帯数の変遷
国勢調査による世帯数の推移。
| 1995年（平成7年）  | 811世帯   | [ 5 ] |  |
| 2000年（平成12年） | 1,100世帯 | [ 6 ] |  |
| 2005年（平成17年） | 1,317世帯 | [ 7 ] |  |
| 2010年（平成22年） | 1,744世帯 | [ 8 ] |  |
| 2015年（平成27年） | 1,834世帯 | [ 9 ] |  |

## 学区
市立小・中学校に通う場合、学区は以下の通りとなる。北区内の全ての市立中学校と、大阪市内の小中一貫校が対象で学校選択が可能（抽選を実施）。
| 丁目         | 番   | 小学校             | 中学校             |
| ------------ | ---- | ------------------ | ------------------ |
| 大淀南一丁目 | 全域 | 大阪市立大淀小学校 | 大阪市立大淀中学校 |
| 大淀南二丁目 | 全域 | 大阪市立大淀小学校 | 大阪市立大淀中学校 |
| 大淀南三丁目 | 全域 | 大阪市立大淀小学校 | 大阪市立大淀中学校 |

## 事業所
2016年（平成28年）現在の経済センサス調査による事業所数と従業員数は以下の通りである。
| 丁目         | 事業所数  | 従業員数 |
| ------------ | --------- | -------- |
| 大淀南一丁目 | 115事業所 | 2,980人  |
| 大淀南二丁目 | 72事業所  | 552人    |
| 大淀南三丁目 | 65事業所  | 578人    |
| 計           | 252事業所 | 4,110人  |

## 施設

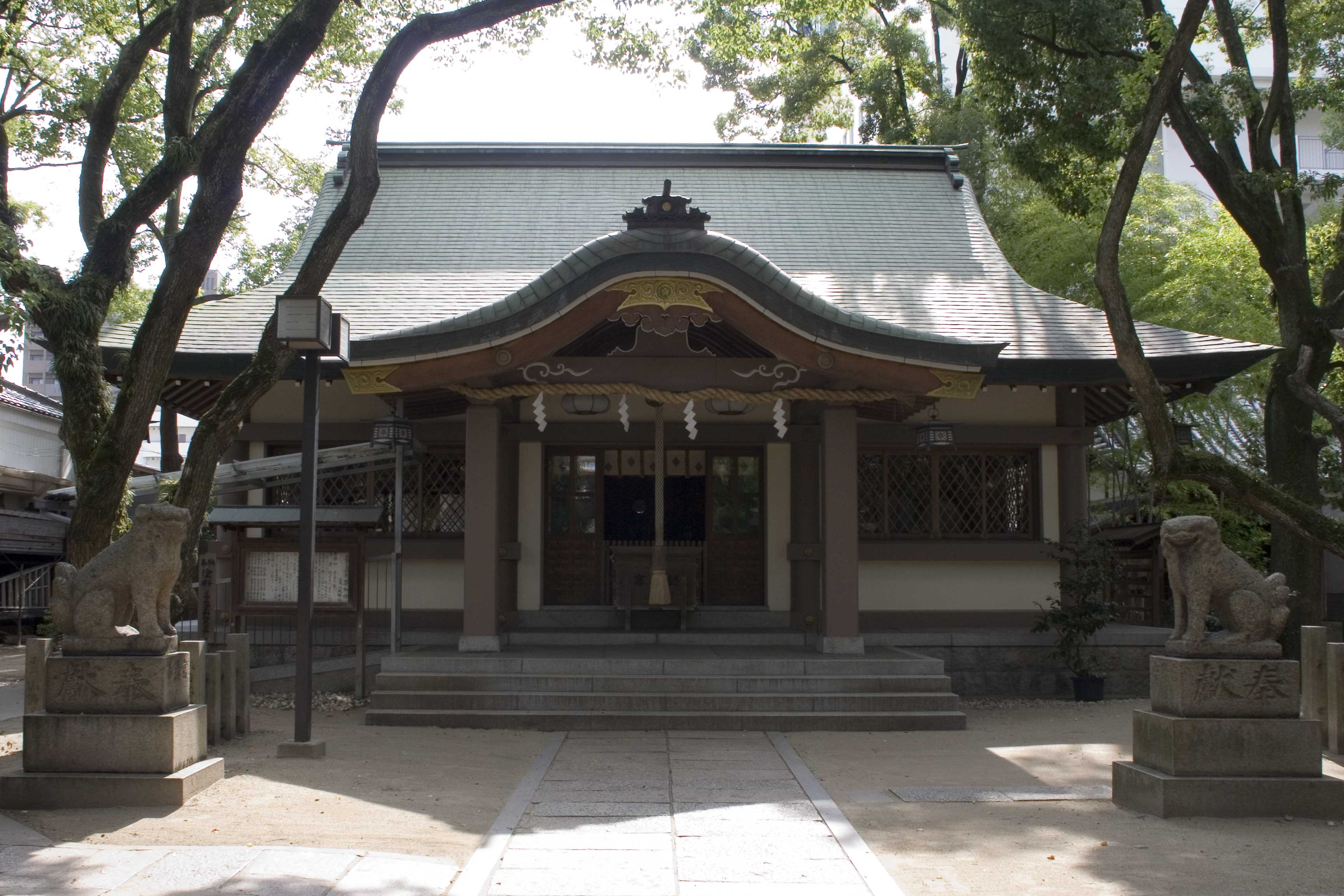
素盞烏尊神社

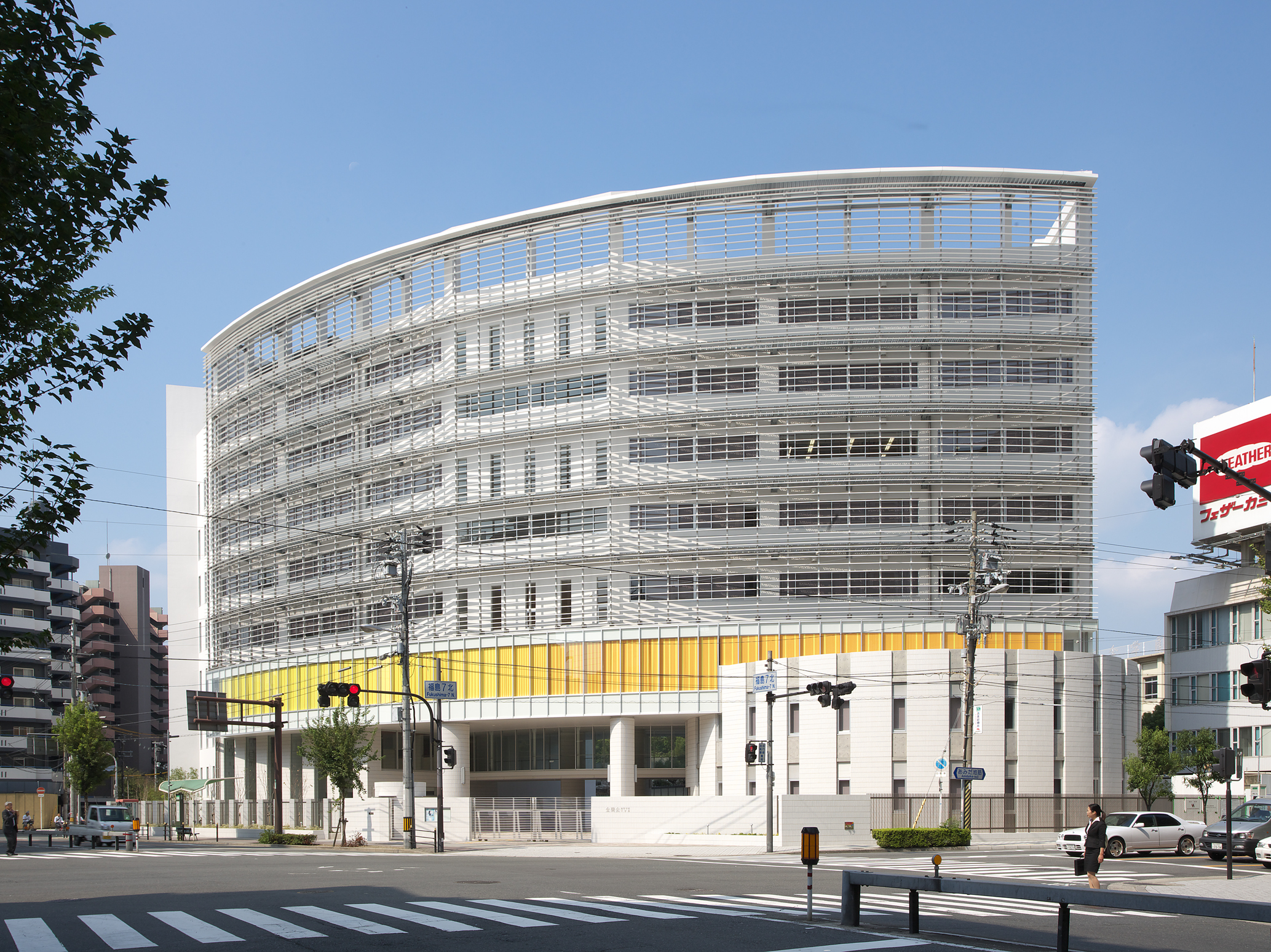
金蘭会中学校・高等学校

### 名所
- ザ・シンフォニーホール
- 浦江公園
- 素盞烏尊神社
- 圓勝寺
- 安楽寺
- 清風寺

### 教育施設
- 大阪済生会中津看護専門学校
- 金蘭会中学校・高等学校

### 企業
- キタノ商事
- フェザー安全剃刀
- ミカド
- エックスワン

### かつて存在した施設
- ABCセンター（朝日放送旧本社）- 1966年から2008年まで存在。
- 大阪タワー - 1966年開業、2009年解体。
- ホテルプラザ - 1969年開業、1999年閉業。

## 交通

### 鉄道
- 地内に駅はなく、JR大阪駅・福島駅が共に最寄り駅である。

### バス
- 大阪シティバスが路線を運行している。
  - 大阪シティバス41号系統が大阪駅前から十三を経て榎木橋（淀川区）まで運行（往復とも経由）。41A号系統が中津六丁目始発で大阪駅まで運行する（大阪駅方向のみ）。域内にはなにわ筋上に「大淀南一丁目」停留所がある。
  - 大阪シティバス39号系統が野田阪神前から十三を経て新大阪駅北口まで運行（往復とも経由）。エリア内にはあみだ池筋上に「福島七丁目」停留所がある。
  - 大阪シティバス59号系統が大阪駅前から野田阪神前を経て北港ヨットハーバーまで運行（往復とも経由）。エリア内には「福島七丁目」停留所がある。

- 2020年7月19日までは阪急バス18系統が大阪駅JR高速バスターミナル内（梅田停留所）から十三を経て加島駅方面へ運行しており、大淀南一丁目停留所に加島駅方向のみ停車していた（大阪駅方向は別ルートのため経由していなかった）。

## その他

### 日本郵便
- 〒531-0075[3]（集配局：大阪北郵便局[12]）